# Mašťovské podzámecké duby
Mašťovské podzámecké duby je skupina dvou památných stromů. Jedním je duby letní (Quercus robur), druhým duby letní sloupovitý (Quercus robur 'Fastigiata').
Stromy rostou v Doupovských horách v přírodním parku Doupovská pahorkatina v nadmořské výšce 375 m jihozápadně od zámku v Mašťově v okrese Chomutov v Ústeckém kraji.

## Základní údaje
Obvody kmenů měří 339 resp. 272 cm, koruny stromů dosahují do výšky 23 resp. 25 metrů (měření 2009). V roce 2009 bylo stáří stromů odhadováno na 200 let.
Stromy jsou chráněné od roku 1998 jako ochrana genofondu a stromy významné vzrůstem.

## Stromy v okolí
- Skupina památných stromů v Mašťově pod Lisovnou
- Podlesické lípy
- Radonický javor
- Radonická lípa